# Giochi in teoria dei giochi
La teoria dei giochi studia l'interazione strategica tra individui in situazioni chiamate giochi. A particolari giochi o classi di giochi sono stati assegnati dei nomi, e questa è una lista dei giochi più comunemente studiati. 

## Tipologia delle caratteristiche
- Numero di giocatori: ogni persona che fa una scelta in un gioco o che riceve un payoff da l'esito di tali scelte è un giocatore.
- Strategie per giocatore: in un gioco, ogni giocatore sceglie da un di azioni possibili, dette strategie.
- Numero di equilibri di Nash in strategie pure: un gioco in forma strategica può avere nessuno, uno, o più equilibri di Nash.
- Giochi dinamici: un gioco è dinamico se un giocatore effettua la sua mossa dopo l'altro, altrimenti il gioco è un gioco statico.
- Gioco ad informazione perfetta: un gioco è a informazione perfetta se ogni giocatore conosce le scelte effettuate dai giocatori che lo hanno preceduto.
- Gioco a somma zero: In questi giochi un giocatore guadagna se e solo se un altro giocatore perde.

## Elenco di giochi
| Gioco                              | Giocatori | Strategie | Numero di strategie pure in equilibrio di Nash | Gioco dinamico | Gioco ad informazione completa | Gioco a somma zero |
| ---------------------------------- | --------- | --------- | ---------------------------------------------- | -------------- | ------------------------------ | ------------------ |
| Battaglia dei sessi                | 2         | 2         | 2                                              | No             | No                             | No                 |
| Gioco del centipede                | 2         | variabili | 1                                              | Sì             | Sì                             | No                 |
| Gioco del pollo (o falchi-colombe) | 2         | 2         | 2                                              | No             | No                             | No                 |
| Gioco di coordinamento             | n         | variabile | >2                                             | No             | No                             | No                 |
| Oligopolio di Cournot              | 2         | infiniti  | 1                                              | No             | No                             | No                 |
| Matching pennies                   | 2         | 2         | 0                                              | No             | No                             | Sì                 |
| Dilemma del prigioniero            | 2         | 2         | 1                                              | No             | No                             | No                 |
| Carta forbice pietra               | 2         | 3         | 0                                              | No             | No                             | Sì                 |
| Gioco di segnalazione              | n         | variabile | variabile                                      | Sì             | No                             | No                 |
| Caccia al cervo                    | 2         | 2         | 2                                              | No             | No                             | No                 |
| Gioco dell'ultimatum               | 2         | infinite  | infinite                                       | Sì             | Sì                             | No                 |